# Monte Croce
El Monte Croce es una montaña de los Alpes italianos, la más alta de la cuenca del Lago d'Orta.

## Historia
En el trascurso de la Resistencia italiana el Monte Croce fue escenario de varias operaciones de guerra y los partisanos lo utilizaban como senda de connexion entre la Valsesia y los lagos d'Orta y Mayor.

## Geografía

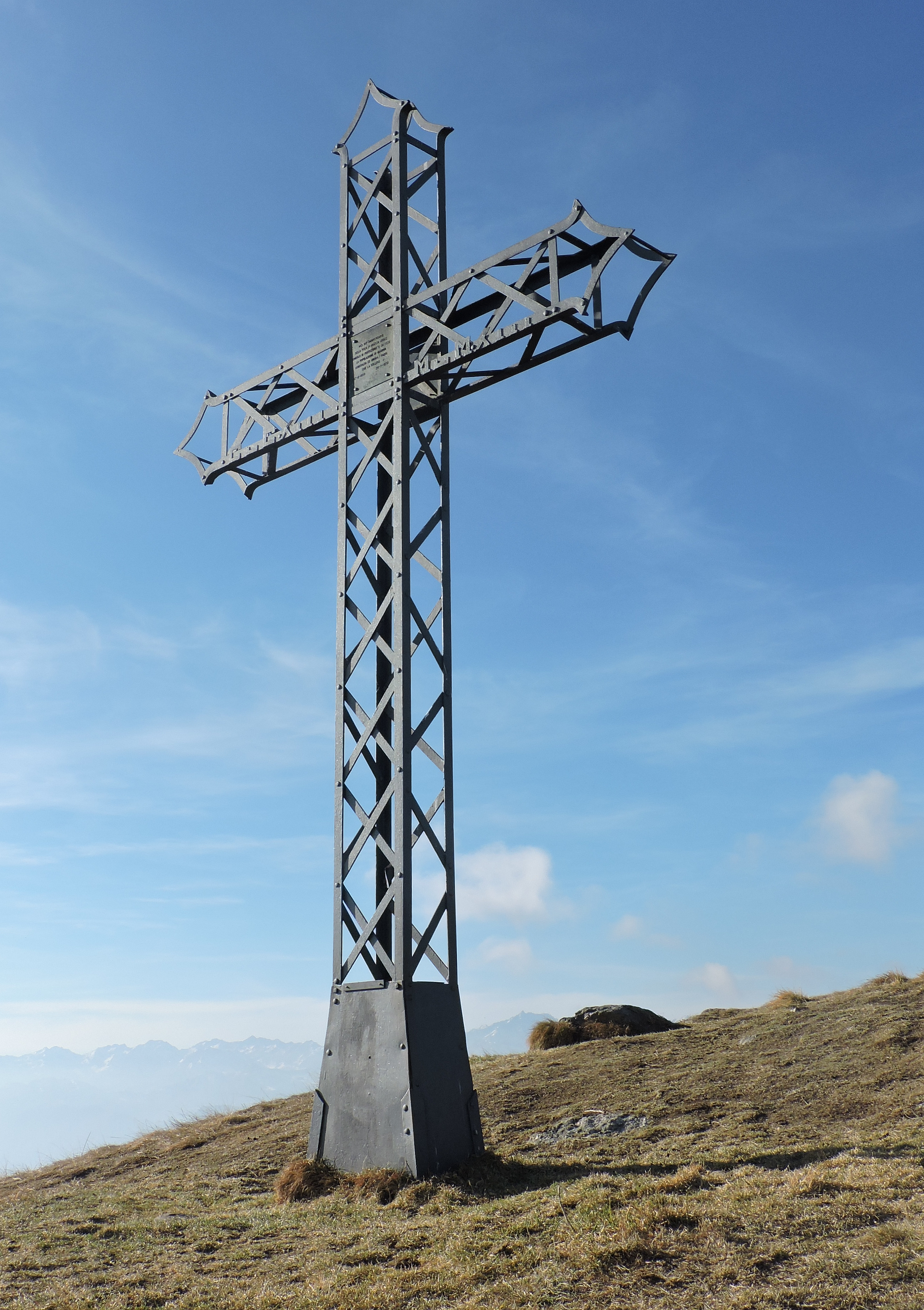
Cruz de la cumbre.

En la montaña se encuentran la divisorias de aguas entre el Valle Strona (nordeste), la Valsesia (oeste) y la cuenca del Lago d'Orta.
Según la clasificación SOIUSA, el Monte Croce pertenece:
- Gran parte: Alpes occidentales
- Gran sector: Alpes del noroeste
- Sección: Alpes Peninos
- Subsección: Alpes Bielleses y Cusianos
- Supergrupo: Alpes Cusianos
- Grupo: Costiera Capio-Massa del Turlo
- Subgrupo:
- Código:I/B-9.IV-B.3

## Ascenso a la cima
Escalar el Monte Croce es fácil, y pueden utilizarse senderos desde  Quarna Sopra, Sambughetto (Valstrona) o Varallo Sesia.